# Colonnes rostrales de Duilius
Les colonnes rostrales de Caius Duilius (en latin : Columnae Rostratae C. Duilii) sont deux colonnes rostrales érigées près du Circus Maximus et sur le Forum Romain par Caius Duilius Nepos pour célébrer sa victoire navale à Mylae en 260 av. J.-C. lors de la première bataille navale opposant les Romains aux Carthaginois.

## Localisation
La première colonne est érigée ante circum a parte ianuarium, ce qui peut correspondre à l'espace à l'extérieur des carceres du Circus Maximus. La deuxième colonne, plus connue, se dresse sur les Rostres républicains où à proximité immédiate, sur le Comitium. Elle est plus tard déplacée sur l'esplanade du Forum,.

## Description
La colonne du Comitium subsiste encore en partie : l'inscription dédicatoire qui semble avoir été restaurée vers 150 av. J.-C. puis durant la première moitié du Ier siècle et qui était fixée à la base de la colonne a été partiellement retrouvée en 1565 et est aujourd'hui conservée dans les musées du Capitole. Il s'agit peut-être d'un des vestiges les plus antiques de la langue latine mais selon une autre hypothèse, cette inscription ne daterait que du règne de Claude, empereur amateur d'antiquités, qui aurait veillé à donner à l'inscription une apparence archaïque.

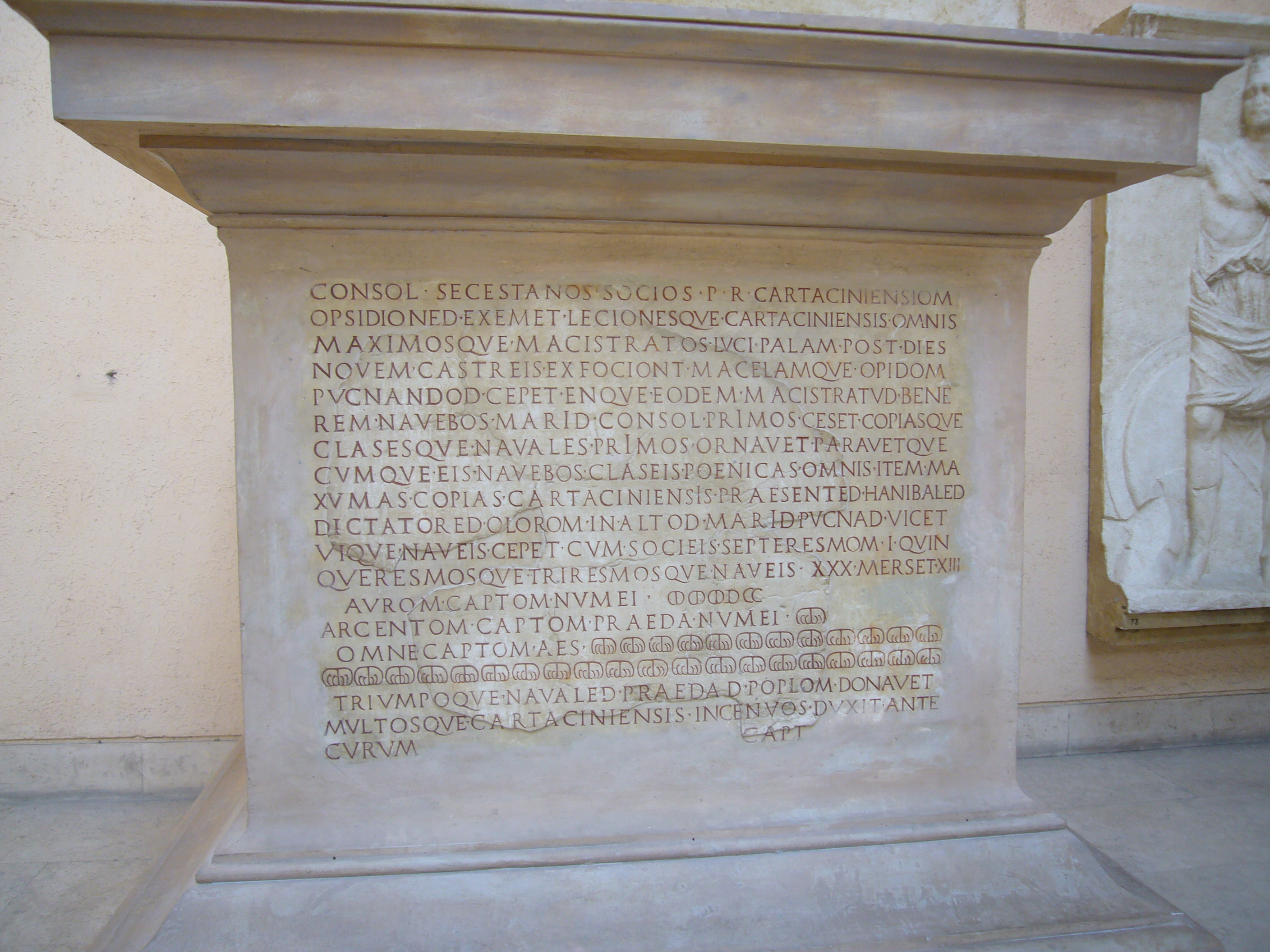
Reproduction de l'inscription dédicatoire, musée de la civilisation romaine.
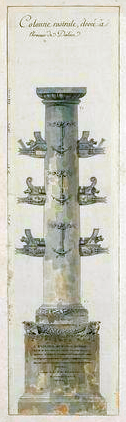
Dessin de la colonne de Caius Duilius du Comitium, Pierre Adrien Pâris, XVIIIe siècle.